# Andreas Presson
Andreas Presson (auch Andreas Bresson; * 22. November 1637 in Volkach; † 17. Juli 1701 in Bamberg) war ein Lyriker und Übersetzer. Er arbeitete insbesondere an den Werken von Herman Hugo. Daneben war er als Jurist in Diensten des Fürstbischofs von Bamberg tätig.

## Leben
Andreas Presson wurde wohl am 22. November 1637 in der fränkischen Amtsstadt Volkach geboren. Getauft wurde er am darauffolgenden Tag, dem 23. November, als Pate hatten die Eltern Andreas Wucher gewinnen können. Presson entstammte einer Familie, die 1604 aus der heutigen italienischsprachigen Schweiz nach Volkach zugewandert war. Der Großvater Andreas Presson der Ältere kam aus Salazana und erhielt das Bürgerrecht in Volkach. Schnell stieg er zu einem angesehenen Bürger auf und bekleidete auch mehrere Stadtämter.
Kaspar Presson, der vierte Sohn des älteren Andreas, wurde 1615 geboren und erbte die Ratsmitgliedschaft des Vaters. Außerdem erhielt er den Titel „Herr“. Er heiratete Margaretha Geiger aus Gerolzhofen, die die Mutter des jüngeren Andreas wurde. Nach dem Tod der Ehefrau nahm Kaspar Presson 1638 Katharina Fries zur Frau. Er starb bereits am 2. Juli 1641, sodass der Junge von seiner Stiefmutter erzogen wurde.
Der junge Andreas Presson besuchte die Lateinschule in seiner Geburtsstadt und lernte dort beim Rektor Christian Queller. Die Stadt wurde noch immer vom Dreißigjährigen Krieg bedroht. So quartierten sich bis ins Jahr 1648 wechselnde Armeen in der Stadt ein. Im Jahr 1649 wurde Presson gefirmt. Nach dem Abschluss der Lateinschule begann er zunächst ein Studium an der Universität Würzburg, ehe er sich am 23. November 1651 als „Andreas Presson, Volcacensis, poeta, pauper“, also armer Student der Poetik, in die Bamberger Akademie einschrieb.
Sein Studium schloss er im Jahr 1656 als Magister ab. Ein Jahr später besuchte er Ethikkurse, ehe er wohl Privatkurse in Jura erhielt, da es in Bamberg keine juristische Fakultät gab. Presson beendete sein Studium im Jahr 1659. Am 12. Mai 1659 heiratete er in Bamberg Margaretha Eyring, die bereits im Jahr 1663 starb. Daraufhin nahm er Ursula Emmer, die Tochter des Kirchenmusikers von St. Martin zur Frau. Presson übernahm ab 1666 den Titel des director musicae (Musikdirektor) von seinem Schwiegervater.
Im Jahr 1662 trat Andreas Presson in die Cäcilienbruderschaft in der Bartholomäuskirche in Volkach ein. Sie war zur Förderung der Kirchenmusik gegründet worden. Im Jahr 1673 erschien eine erste Übersetzung der Pia desideria des belgischen Jesuiten Herman Hugo. 1675 wurde er fürstlicher Malefizschreiber und 1678 Kanzlei-Syndikus am fürstbischöflichen Hof in Bamberg. Bis 1677 folgten weitere Übersetzungen von geistlicher Literatur aus dem 17. Jahrhundert. 
Nach dem Tod seiner zweiten Frau im Jahr 1677 blieb Andreas Presson einige Zeit Witwer. Am 24. November 1682 ehelichte er Catharina Pfriem, mit der er sieben Kinder hatte. In den 1680er Jahren erhielt Presson von der Bamberger Jesuiten-Akademie den Titel eines Gekrönten Poeten. Die Akademie hatte vom Kaiser des Heiligen Römischen Reiches das Privileg erhalten, diese Ehrung vorzunehmen. Der Dichter wohnte damals in der Nähe des Elisabethenspitals im Bereich der Oberen Pfarre in Bamberg.
Die letzten Lebensjahre des Andreas Presson waren von juristischen Auseinandersetzungen mit der Erbengemeinschaft Ammon und deren Advokaten Johann Georg Erhard überschattet. Am 14. Oktober 1698 äußerte sich Fürstbischof Lothar Franz von Schönborn persönlich über Presson und räumte ein, dass ihm in der Verhandlung Unrecht geschehen war. Er setzte den Juristen Presson in den Verhandlungen mit Gräfin Maria Eleonore von Dernbach um Wiesentheid ein. Am 17. Juli 1701 starb Presson und wurde am 19. Juli beerdigt.

## Werke und Übersetzungen (Auswahl)
- Andreas Presson: Bellum intestinum hominis christiani : à pientissimo quodam Carthusiano ... conscriptum .... Bamberg 1687.
- Andreas Presson: Threnodia So Das verwittibte Kayserliche Hochstifft Babenberg über Den allzufrühzeitig und schnellen tödtlichen Hintritt: Weyland Deß Hochwürdigsten Fürsten und Herrens Herren Marquard Sebastian Bischoffen zu Bamberg deß Heiligen Römischen Reichs Fürsten [et]c. Glorwürdig- und Christmildesten Andenckens: Als seine Hochfürstl. Gnaden Freytags an St. Dionysij Tag 9. Octobris ... diese Zeitlichkeit abgesegnet haben; und darauffhin. Der Hochfürstliche Leichnam mit gewöhnlichen Ceremonien in dem Hohen Dombstifft Montag am 26. Octobris ... in seine Grufft beygesetzt worden. Bamberg 1693.

- nach Herman Hugo: Das Klagen Der büssenden Seel Oder die so genante Pia Desideria. Bamberg 1672.
- nach Herman Hugo: Das Klagen Der büssenden Seel Oder die so genante Pia Desideria: Der weitberühmten Trutz Nachtigall Töchterlein, Oder das Verlangen der heiligen Seel: Das ist: Zweyter Theil Pia Desideria. Bamberg 1676.
- nach Herman Hugo: Das Klagen Der büssenden Seel Oder die so genante Pia Desideria: Der lieblichen Trutz Nachtigall Enckel Oder das Seüfftzen der verliebten Seel. Das ist: Dritter und letzter Theil Pia Desideria. Bamberg 1677.
- nach Philipp Kisel: R. P. Philippi Kiselii E Societate Iesv Siebenfältig-Blutiges Schau-Spiel Deß Siebenströmigen Geistlichen Nili-Flusses : Das ist: Sieben Passion-Predigten von dem Gnadenfliessenden und Schmertzhafften Leyden und Sterben unsers Einigen Erlösers und Heyl-Erwerbers Jesu Christi : Siebenfältig-blutiges Schau-Spiel deß siebenströmigen geistlichen Nili-Flusses. Bamberg 1679.
- nach Herman Hugo: Nucleus Piorum Desideriorum, Das ist: Kern Gottseeliger Begierden. Bamberg 1697.
- nach Jakob Merlo-Horstius: Compendivm Deß Catholischen allein seeligmachenden Glaubens : Paradisus animae christianae : bestehend Jn unterschiedlichen schönen Hymnis, So Uff gnädigstes Begehren S.er Churfürstl: Gnaden von Mäintz Herrn Johann Philippsen ... auß dero Bettbuch Paradysus animae Christianae genant gezogen, und in annehmliche teutsche Vers übersetzet worden : Compendium Deß Catholischen allein seeligmachenden Glaubens. Bamberg 1697.